# Ляшенко Микола Семенович
Ляше́нко Мико́ла Семе́нович (17 січня 1937 – 2007) — інженер-будівельник, колишній директор ДП «Донецький державний проектний інститут «Донецькпроект», лауреат Державної премії України в галузі архітектури (2003), дійсний член Академії будівництва України, заслужений будівельник України.

## Нагороди
Нагороджений Грамотою Президента України, медалями.